# Йоганн Бекманн
Йо́ганн Фрі́дріх Б́екманн (нім. Johann Friedrich Beckmann; 4 червня 1739 — 3 лютого 1811) — німецький вчений, який запропонував термін «технологія» для означення «науки про ремесло». Він був першим, хто став викладати технологію, і писати про неї як про науковий предмет.

## Освіта
Батько Йоганна, листоноша і збирач податків, відправив його вчитися до Геттунгенського кніверситету. Вивчав теологію, математику, фізику, природознавство, а також державні фінанси та управління. Після закінчення навчання в 1762 році він проводив дослідження в Брауншвейзі та Нідерландах, вивчаючи рудники, фабрики і музеї природної історії.
В 1765—1766 роках він подорожував по Данії та Швеції, де вивчав методи розробки рудників, організації фабрик і ливарних цехів, а також збирав дані про мистецтво і природознавство. Під час подорожі він познайомився з Карлом Ліннеєм. Подорожній щоденник, написаний у цій подорожі, «Schwedische Reise in den Jahren 1765—1766» був опублікований в шведському місті Uppsala в 1911.
В 1766 Бекманн був призначений позаштатним професором філософії в Геттінгенському університеті. Там він читав лекції про політичну та прикладну економіки, а в 1768 році заснував ботанічний сад за принципами Карла Ліннея. Його успіх був такий великий, що в 1770 році він був призначений штатним викладачем.
Бекманн часто водив своїх студентів у майстерні, щоб вони могли опанувати не тільки теоретичними, але й практичними навичками в різних ремеслах. Він і зацікавлював їх, і пояснював їм історію і нинішній стан у тих напрямках в ремеслах і науці, про які він розповідав. Але, незважаючи на свої зусилля і прагнення, він не міг отримати обсяг знань, необхідний для цих занять. Тоді він обмежив увагу тільки кількома практичними мистецтвами і ремеслами.
Бекманнівський підхід був новим для епохи Просвітництва, а його аналітичні роботи про технології були в якійсь мірі відображенням «Енциклопедії, або тлумачного словника наук, мистецтв і ремесел» Дідро. Йоганн Бекманн був натхненний також працями з класифікації Карла Ліннея і роботою Альбрехта фон Галлера «Bibliothtecae».

## Засновник наукової технології
П'ятитомна «Beiträge zur Geschichte der Erfindungen (1780—1805)», перекладена на англійську мову як «History of Inventions, discoveries and origins», (1780 рік, 4-е видання випущено в 1846 році) — це робота, в якій Йоганн Бекманн пов'язав витоки, історію і тодішній стан різних машин, начиння та інших пристосувань, що використовувались в ремеслі і домашньому господарстві. Ця робота дозволила Бекманну вважатися засновником «наукової технології» (термін вперше вжито їм в 1772 році).
Ніхто в Англії того часу не писав нічого подібного. І Бекманн був першим, хто став писати історичні та критичні доповіді про технології ремесел і виробництва, опублікував класифікацію технологій. Його метою було провести дослідження, які надихнули б інших на подальший розвиток науки.

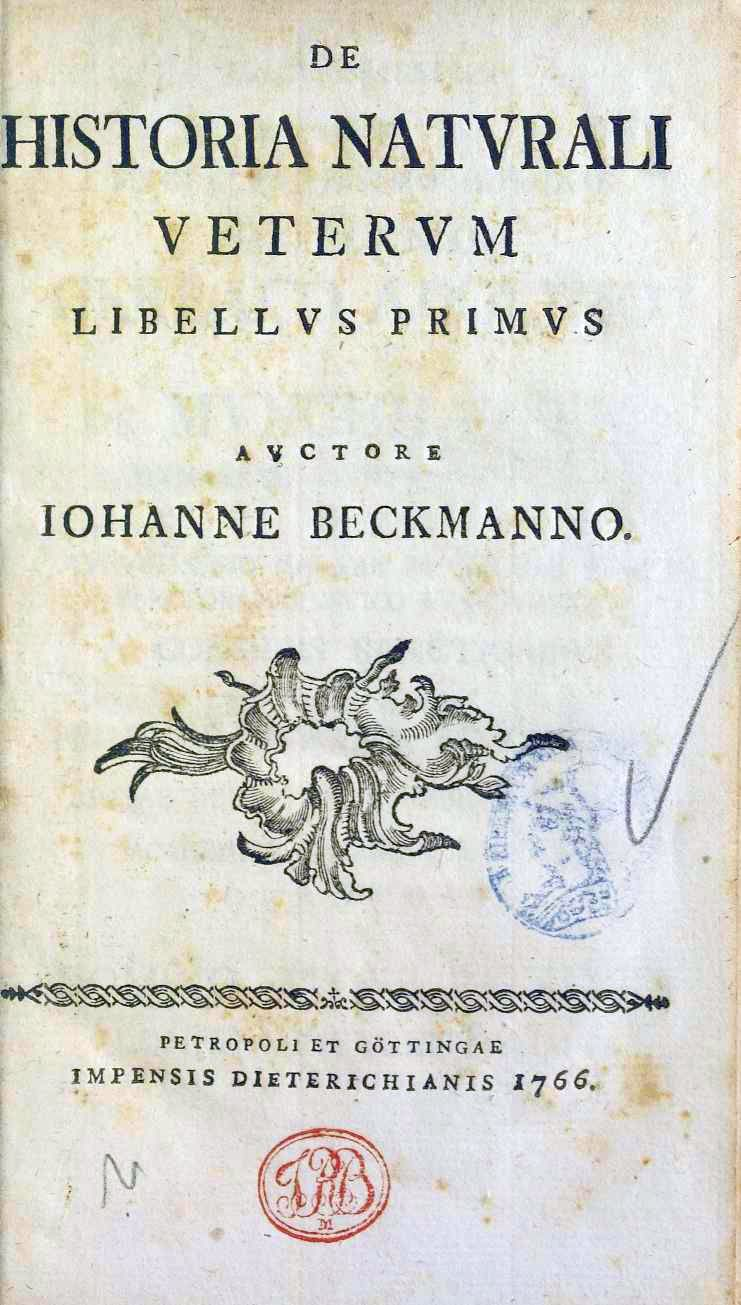
De historia naturalis veterum libellus primus, 1766